# NGC 695

NGC 695

NGC 695 هي مجرة تتبع كوكبة الحمل. اكتشفها ويليام هيرشل في 13 نوفمبر 1786.

## روابط خارجية
- NGC 695 على موقع ويكي سكاي: DSS2, SDSS, GALEX, IRAS, Hydrogen α, X-Ray, Astrophoto, Sky Map, Articles and images